# Hôtel de ville de Saint-Ouen-sur-Seine
« Mairie de Saint-Ouen » redirige ici. Pour la station de métro, voir Mairie de Saint-Ouen (métro de Paris).
L'hôtel de ville de Saint-Ouen est un bâtiment public assurant la fonction d'hôtel de ville à Saint-Ouen-sur-Seine dans le département de Seine-Saint-Denis en France.

## Historique

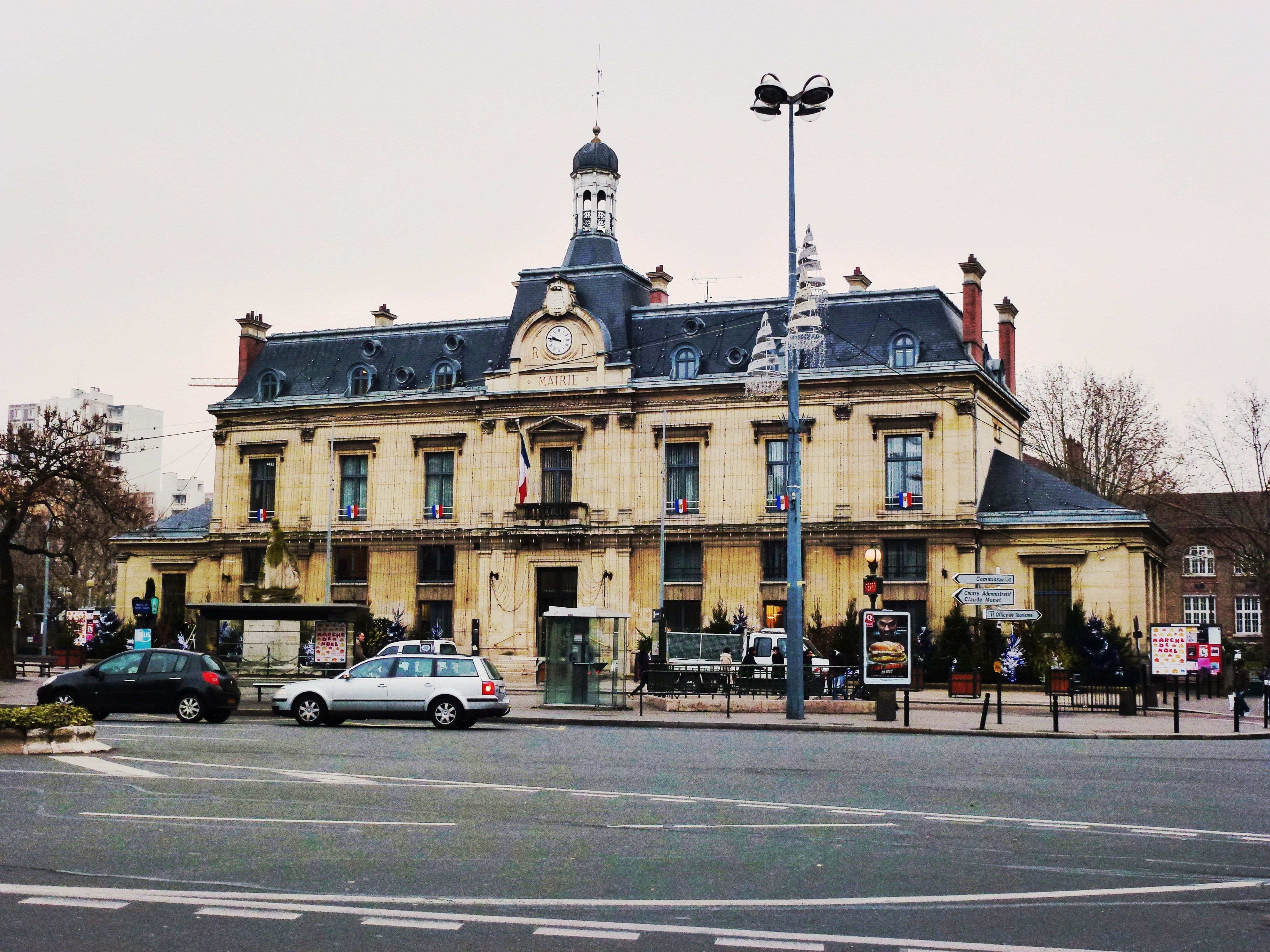
L'hôtel de ville en 2012.

La création d'une mairie fut décidée en 1862 par le maire, Alexis Godillot. La construction s'échelonne de 1865 à 1868.

## Description

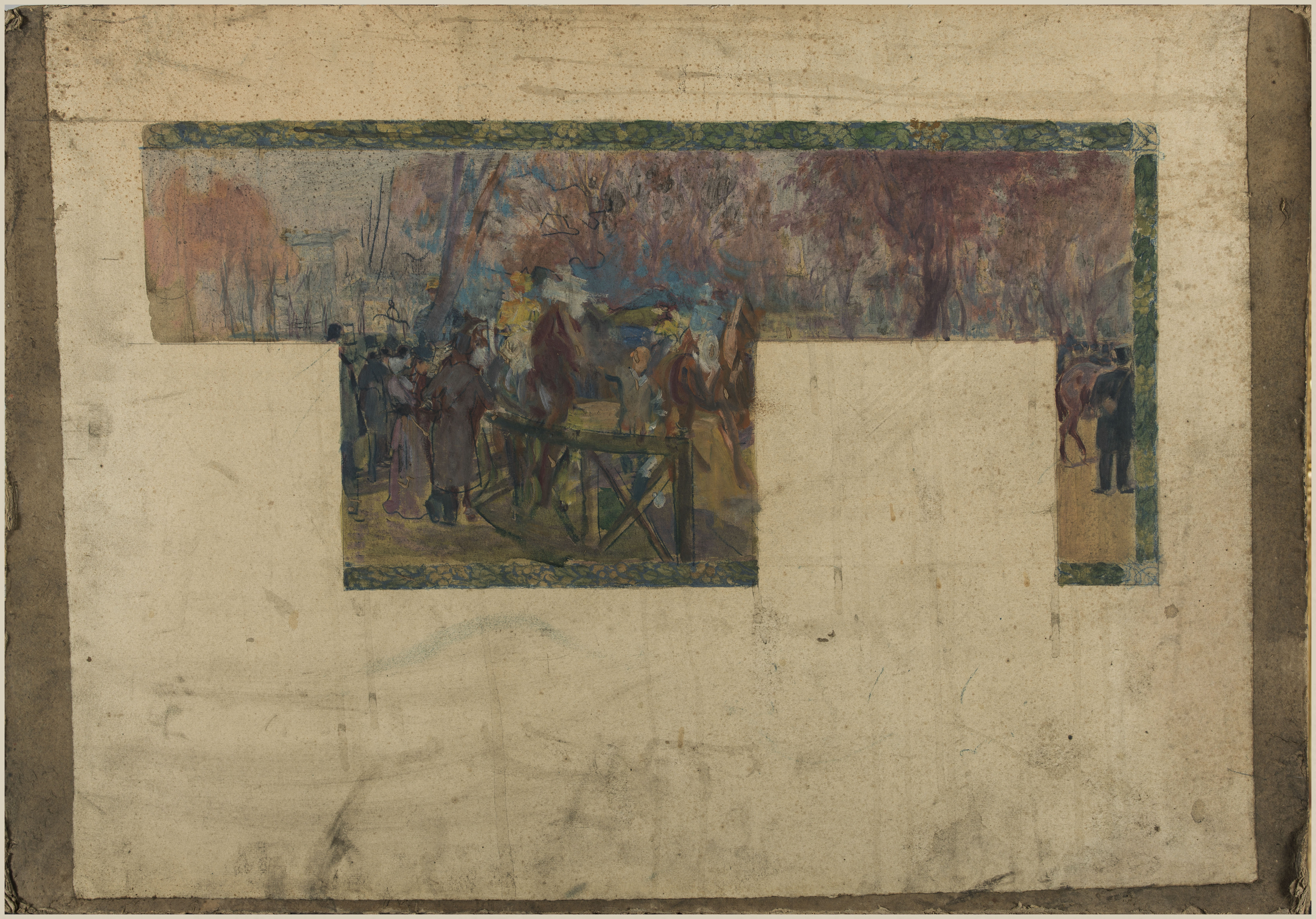
Paul Jean Gervais - Esquisse pour la mairie de Saint-Ouen, L'hippodrome de Saint-Ouen - PPP4783 - Musée des Beaux-Arts de la ville de Paris

C'est un bâtiment construit selon un plan rectangulaire, sur trois niveaux, de style néoclassique. Il est orné de fresques, œuvres de Paul Jean Gervais, et dont les esquisses se trouvent au Musée des Beaux-Arts de la Ville de Paris.